# Strukturbruchthese
Die Strukturbruchthese ist in der Föderalismusforschung ein Leitsatz über die Wechselbeziehung zwischen föderaler Ordnung und Parteienwettbewerb in Deutschland, der im Wesentlichen auf den Konstanzer Politikwissenschaftler Gerhard Lehmbruch zurückgeht. Sie besagt, dass der bipolare Parteienwettbewerb seit 1949 einen strukturellen Bruch zur bundesstaatlichen Ordnung mit ihren in der Entwicklungsgeschichte seit Bismarck auf Konsens, Kooperation und Verhandlung ausgerichteten Politikmechanismen darstellt. Die These findet bei bikameralen politischen Systemen, also bei Staaten mit zwei parlamentarischen Kammern und imperativem Mandat in der zweiten Kammer Anwendung und baut auf der Politikverflechtungsthese von Fritz Scharpf auf.

## Grundlegende empirische Beobachtungen
Lehmbruch stützt seine These auf zahlreiche Beobachtungen im Verhalten von Parteien und Bundes- und Landesinstitutionen in der Geschichte der Bundesrepublik.

### Politikpraktischer Hintergrund
Ersten Anlass zu den Überlegungen über einen Strukturbruch gab die politische Situation 1976, als ein sozialliberales Regierungsbündnis aus SPD und FDP im ersten Kabinett Schmidt mit einer CDU-Mehrheit in der Länderkammer konfrontiert wurde. Seit der Bildung der ersten sozialliberalen Koalition unter Willy Brandt 1969 war es der CDU gelungen, in mehreren Landtagswahlen, darunter 1970 im Saarland, 1971 in Schleswig-Holstein und Rheinland-Pfalz und 1972 in Baden-Württemberg, die absolute Mehrheit zu erzielen. Sie stach damit die Parteien der Koalitionsregierung auf Bundesebene, SPD und FDP, aus, mit denen sie jeweils bis dahin in einigen Landesregierungen koaliert hatte und die ihr Abstimmungsverhalten im Bundesrat im Sinne der Bundesregierung hätten neutralisieren können.

### Aktuellere Phänomene
Anlass zu einer breit angelegten Diskussion über eine parteipolitische Instrumentalisierung des Bundesrates bot das spektakuläre Scheitern der Steuerreform von 1997/1998. Ein weiteres Fallbeispiel eröffnete sich in der 15. Wahlperiode zwischen 1998 und 2005 unter der rot-grünen Bundesregierung. Mit der für die SPD verlorenen Landtagswahl in Sachsen-Anhalt im Jahr 2002 änderten sich im Bundesrat die Mehrheitsverhältnisse zugunsten der Oppositionsparteien im Bundestag, CDU/CSU und FDP. Damit stand eine rot-grüne Bundestagsmehrheit einer schwarz-gelben Bundesratsmehrheit gegenüber. Das Kabinett Schröder konnte in der Folgezeit Gesetzesvorhaben nur mit teilweise deutlichen Änderungen an den Finanzierungsregelungen und den Implementationsbestimmungen umsetzen, exemplarisch dienen dafür die Arbeitsmarktreformen Hartz I bis IV.

### Grundsätzliche Annahmen
Die Strukturbruchthese geht auf Grundlage dieser Beobachtungen von bestimmten regelhaften Verhaltensmustern der politischen Institutionen und Parteien aus.
Bei einer parteipolitischen Harmonie zwischen den beiden parlamentarischen Kammern, wie sie unter der Kanzlerschaft Konrad Adenauers und zum Zeitpunkt der Regierungswechsel von Schmidt zu Kohl 1982 und von Kohl zu Schröder 1998 vorherrschte, lässt sich ein Bedeutungszuwachs der Bund-Länder-Konfliktdimension beobachten, da Landesregierungen dann danach streben, ihre regionalen Interessen in den politischen Prozess einfließen zu lassen.

## Konsequenzen für die Politikergebnisse
- Ein Strukturbruch zwischen bundesstaatlichen Institutionen und Parteienkonkurrenz kann aufgrund gegenläufiger, sich mitunter aufhebenden Handlungslogiken zu einer Lähmung des politischen Betriebes führen. So beherrschte gegen Ende der letzten Legislaturperiode der Regierung Kohl auch vor dem Hintergrund einer wirtschaftlichen Rezession und politischen Stagnation der Reformstau-Begriff die öffentliche politische Debatte.
- Wenn Bundestag und Bundesrat darüber hinaus parteipolitisch unterschiedlich dominiert werden, kann die Opposition in der Länderkammer eine ex-ante-Wirkung auf die qualitative Arbeit der Bundesregierung entfalten. Denn das Kabinett ist in der verhandlungsdemokratischen Atmosphäre seinerseits bemüht, mit der Opposition abgestimmte Entwürfe in das Gesetzgebungsverfahren einzubringen. In der Konsequenz kann es zu mittelmäßigen Politikergebnissen kommen, die womöglich notwendigen tiefgreifenden Reformen entgegenstehen. Ein Beispiel dafür liefert die Debatte um das Städtebauförderungsgesetz 1971.

„Die Bundesregierung ist gut beraten, wenn sie endlich einsieht, daß sie mit ihrer schwachen Mehrheit im Bundestag nicht alle Gesetze durchpauken kann, sondern mit unserer Mehrheit im Bundesrat rechnen muß.“

## Kritik
Die Kritik an der Strukturbruchthese hebt vor allem auf zwei Punkte ab.
- Lehmbruch missdeute die funktionale Stellung der Parteien im bundesdeutschen Föderalismus. Durch beträchtliche vertikale Integrationsleistungen fungierten sie nicht als „Bremse“, sondern vielmehr als „Motor“ im politischen Prozess der Bundesrepublik. Diese These wird vor allem vom Magdeburger Politikwissenschaftler Wolfgang Renzsch vertreten. Ihr kann entgegengehalten werden, dass partei- bzw. koalitionsinterne und regierungsebenenübergreifende Integration die parteiübergreifende Kompromissfähigkeit zwischen Regierung und Opposition schwächt.[2]
- Ein wichtiger zweiter Einwand lautet, Lehmbruchs Analyse sei von der Zeit überholt. Die Ausdifferenzierung der bundesdeutschen Parteienlandschaft zu einem Fünfparteiensystem durch den Zutritt von den Grünen und, ab 1990, auch der PDS bzw. später der Linken in den Bundestag relativiere die Strukturbruchthese. Zusammen mit der wachsenden Koalitionsvielfalt auf der Ebene der Landesregierungen mache sie das von Lehmbruch konstatierte „polarisierte Patt“[3] immer weniger wahrscheinlich. Verfechter dieser These ist z. B. der Erlanger Politikwissenschaftler Roland Sturm. Ihr kann entgegnet werden, dass es nach wie vor zwei polarisierte Parteilager mit starken Koalitionsaffinitäten gibt (SPD, Bündnis 90/Die Grünen und Die Linke versus CDU/CSU und FDP). Ferner war es gerade die Furcht vor einem „polarisierten Patt“ mit Zweidrittelmehrheit im Bundesrat für die Oppositionsparteien, die 2005 entscheidend für den Entschluss des Bundeskanzlers Gerhard Schröder und seiner rot-grünen Bundesregierung war, eine vorgezogene Neuwahl zu veranlassen.[4]